# Franz Peters (Politiker)

Franz Peters (1924)

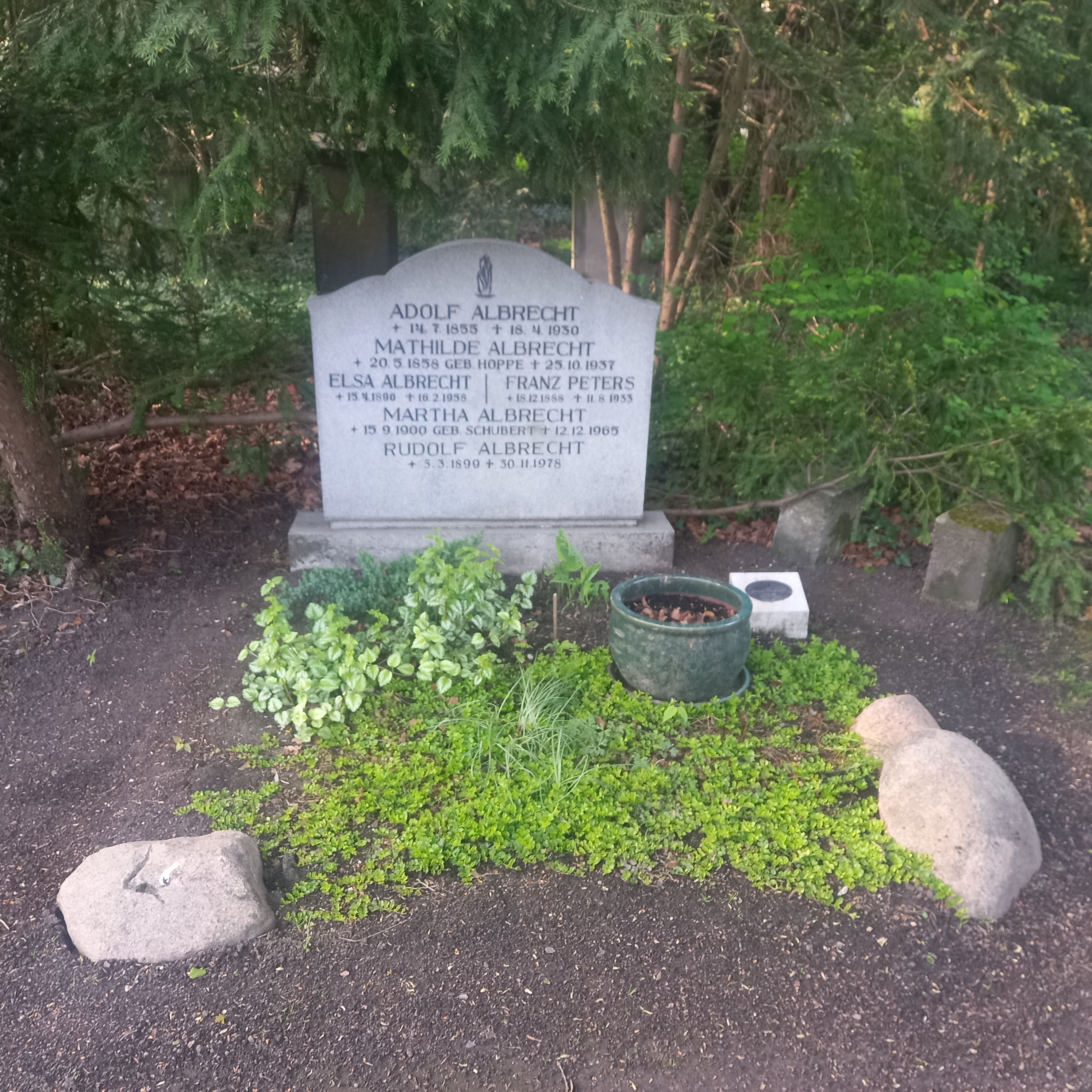
Das Grab von Franz Peters im Familiengrab Albrecht auf dem Südfriedhof (Halle)

Franz Peters (* 18. Dezember 1888 in Giebichenstein; † 11. August 1933 in Halle an der Saale) war ein deutscher Politiker (SPD).

## Leben und Wirken
Franz Peters erlernte nach dem Besuch der Mittelschule den Beruf des Maurers. Im Jahr 1906 trat der dem Vorläufer des Bauarbeiterverbandes bei. 1907 wurde er Mitglied der Sozialdemokratischen Partei Deutschlands (SPD). Vom März 1914 bis zu seiner Einberufung im Februar 1915 war er als Angestellter des Bauarbeiterverbandes in Halle tätig. Nach seiner Rückkehr aus dem Ersten Weltkrieg 1918 wechselte Peters in die Unabhängige Sozialdemokratische Partei Deutschlands (USPD), als deren Sekretär für den Bezirksverband Halle-Merseburg er in den Jahren 1919 bis 1922 fungierte. 1922 kehrte er in die SPD zurück. Von 1922 bis 1933 war er als Bezirkssekretär der SPD im Bezirk Halle-Merseburg tätig. Von 1927 bis 1933 hatte er auch den Bezirksvorsitz inne. Ab 1922 gehörte er als Vertreter des Bezirksverbandes dem zentralen Parteiausschuss der SPD an.
In den Jahren 1920 und 1921 war Franz Peters Mitglied des Provinziallandtages der preußischen Provinz Sachsen und von 1920 bis 1933 auch Mitglied des Provinzialrates. Im Dezember 1924 wurde er erstmals in den Reichstag gewählt, dem er bis zur Löschung der sozialdemokratischen Mandate nach der Machtergreifung der Nationalsozialisten im Juni 1933 angehörte. In den Jahren 1929 bis 1933 gehörte er der Halleschen Stadtverordnetenversammlung an und führte dort die SPD-Fraktion.
Als einer der bekanntesten Halleschen Sozialdemokraten war Peters in den letzten Jahren der Weimarer Republik besonders starkem Druck ausgesetzt. Wegen seines Einsatzes für die Weimarer Demokratie zog er sich den Hass der Nationalsozialisten zu. Seit Beginn der 1930er Jahre musste er deshalb zeitweise durch die Polizei geschützt werden. Aufgrund des Drucks und der andauernden hohen Arbeitsbelastung bildete sich bei Peters ein Herzleiden aus.
Peters zählte zu den 94 sozialdemokratischen Reichstagsabgeordneten, die am 23. März 1933 gegen das Ermächtigungsgesetz stimmten. Im Mai 1933 kam der bereits schwer herzkranke Peters in Untersuchungshaft. Kurz nach Entlassung aus der Schutzhaft starb er am 11. August 1933 an den Folgen von Krankheit und Haft. Sein Grab befindet sich auf dem Halleschen Südfriedhof. Peters war bis zu seinem Tod mit der Tochter des SPD-Politikers und Reichstagsabgeordneten Adolf Albrecht verheiratet.